# Privolnaya (Kanevskaya, Krasnodar)
Privolnaya (del ruso: Привольная) es una stanitsa del raión de Kanevskaya del krai de Krasnodar, en Rusia. Está situada en la orilla izquierda del limán Sladki, estuario del río Chelbas y del Miguta, 22 km al oeste de Kanevskaya y 124 km al norte de Krasnodar, la capital del krai. Tenía 6 506 habitantes en 2010.
Es cabeza del municipio Privolnenskoye, al que pertenecen asimismo Trud y Dobrovolni. En su conjunto el municipio tenía 6 921 habitantes.

## Historia
La localidad fue fundada en 1881 por colonos campesinos de Novomyshastovskaya, que pidieron autorización al gobernador del óblast de Kubán. Así, 62 familias se trasladaron a los terrenos baldíos de las marismas del limán, rico en bosques de robles y caza y pesca en las aguas del estuario. Entró a formar parte del otdel de Yeisk. En 1888 se construye la primera iglesia, de la Ascensión, que no se conserva.
En 1929 se estableció el koljós. Fue ocupada por la Wehrmacht de la Alemania Nazi de agosto de 1942 a febrero de 1943. Tras la disolución de la Unión Soviética el koljós pasó a ser el OAO Privolnoye.

## Demografía
| 2002  | 2010  |
| ----- | ----- |
| 6 482 | 6 506 |

### Composición étnica
De los 6 482 habitantes que tenía en 2002, el 94.9 % era de etnia rusa, el 2.7 % era de etnia ucraniana, el 0.7 % era de etnia armenia, el 0.3 % era de etnia bielorrusa, el 0.2 % era de etnia alemana, el 0.1 % era  de etnia georgiana, el 0.1 % era de etnia adigué, el 0.1 % era de etnia azerí, el 0.1 % era de etnia tártara y el 0.1 % era de etnia griega